# 礼士镇
礼士镇是中国广东省河源市和平县下辖的一个镇，位于和平县南部。辖区总面积87.2平方公里，下辖1个社区11个村，总人口1.7451万人。区内有柿青、爱鸡等特产。

## 行政区划
礼士镇下辖以下村级行政区划单位
街道社区、梅坝村、澄心村、大塘村、三联村、下涧村、新丰村、黄茅村和龙水村。